# Vallonia suevica
Vallonia suevica is een slakkensoort uit de familie van de Valloniidae. De wetenschappelijke naam van de soort werd in 1908 voor het eerst geldig gepubliceerd door Geyer.

## Beschrijving
De schijfvormige schelp van Vallonia suevica is 1,2 tot 1,5 mm hoog en 2,1 tot 2,7 mm breed. Het heeft 2 7/8 tot 3 3/8 windingen, waarvan 1 1/8 op de embryonale zak. De windingen nemen snel en regelmatig toe en zijn aan de omtrek goed afgerond. In dwarsdoorsnede gezien omhelzen ze elkaar maar slechts in geringe mate. De laatste winding daalt af naar de mond in het laatste kwart of achtste, vaak zelfs onder de omtrek van de vorige winding. De naden tussen de windingen zijn relatief diep. De navel staat wijd open en beslaat ongeveer 3/10 van de diameter van de kast. Het estuariumvlak staat sterk schuin ten opzichte van de werveling. De mond is afgerond, de bevestigingspunten aan de vorige winding zijn heel dichtbij. Ze zijn verbonden door een dunne, transparante callus die naar de binnenkant van de as is ingesprongen. De mondzoom is geleidelijk naar buiten gebogen. De mondrand zelf is dun en breekbaar. Binnenin wordt hij versterkt door een dikke, brede dorpelachtige lip, gescheiden van de eigenlijke rand door een brede ringvormige groef. Het steekt echter niet uit boven het estuariumniveau.
De embryonale schaal vertoont slechts zeer onduidelijke en zeer fijne spiraalvormige strepen. De teleoconch heeft meestal alleen fijne en regelmatige groeistroken. Slechts af en toe zijn ze grover en onregelmatiger. Twee of drie ribben kunnen ook net voor de mond verschijnen. De ruimtes tussen de ribben zijn dicht gestreept. De huid is doorschijnend, heeft een matte glans en heeft een licht gelige of bruinachtige tint.

### Vergelijkbare soorten
Vallonia suevica lijkt qua grootte, schelpvorm en mondvorm op de geribde jachthorenslak (Vallonia costata), de laatste is geribbeld.

## Geografische verspreiding en leefgebied
Het oorspronkelijke verspreidingsgebied had zijn focus in rivierdalen in Zuid-Duitsland (Neckar, Ammer, Kocher, Tauber en Nagold), evenals in de bovenste Donau-vallei en de valleien van de Schwäbische Alb. Maar er zijn ook geïsoleerde gevallen in de Beierse uitlopers van de Alpen, in Rijnland-Palts (regio Moezel en Sauer), Noordrijn-Westfalen en in Neder-Oostenrijk. Verrassend genoeg werd het ook gevonden in Arco in de Sarca-vallei ten noorden van het Gardameer. Het is mogelijk dat deze soort al uitgestorven is in Oostenrijk.
Hij leeft in het verspreidingsgebied op matig droge en vochtige weiden in de riviervlakten, in Zuid-Duitsland vooral salie-gras haverweiden (Arrhenatheretum salvietosum), met wondklaver (Anthyllis vulneraria), bergdravik (Bromus erectus), weidesalie (Salvia pratensis), kleine pimpernel (Sanguisorba minor) en de grote centaurie (Centaurea scabiosa), die op grote schaal worden gekweekt. Deze slakkensoort wordt daarom vaak aangetroffen op rivierdijken.